# التفاح الأخضر (برنامج)
بحلّةٍ جديدة وأفكار مبتكرة، يعود برنامج «التفاح الأخضر» إلى مشاهدي MBC1، ويجمعهم بالإعلامية هويدا أبو هيف مساء كلّ يوم جمعة، فينتقلون معها إلى عالم الصحة والغذاء، هذا فضلاً عن النصائح البيئية والحياتية التي يمكن تطبيقها في يوميّاتنا. 
كلّ حلقةٍ تتضمّن مجموعة تقارير، نتعرّف من خلالها إلى العديد من النصائح البيئية، الجنسية، الصحية. 
التغيرات الجديدة للتفاح الأخضر تشهد أيضا مشاركة عدد من الخبراء من مختلف الدول العربيّة يسدون النصائح في مجالات متعدّدة للمشاهدين. ولا ننسى طبعاً فقرات الرياضة، التغذية، الجمال، اللياقة البدنيّة والرياضة. 
ويهتم «التفاح الأخضر» في موسمه الجديد بتشجيع الجمهور للحصول على حياة صحية أفضل، من خلال الجمع بين المعلومات الطبية والحياة الصحية، فتطلّ هويدا على جمهورها في فقرات تعليميّة تعزّز علاقة الفرد ببيئته وتحثّه على الاهتمام بها، لتنعكس إيجاباً على صحّته. 
طبيعة البرنامج في دورته الجديدة ستكون استكشافية لكل ما هو جديد في العالم العربي من النواحي الصحية، فالتصوير الخارجي سيتم في العديد من المنتجعات والمراكز فضلاً عن خروج هويدا من الاستوديو إلى الطبيعة. 
كما يساهم الجمهور من جانبه في طرح مشاكله الصحية واستفساراته ونصائحه الخاصة عبر موقع البرنامج ومواقع التواصل الاجتماعي، كما الرسائل الإلكترونيّة والفيديوهات ليتم عرضها والاستفادة من تجاربهم التي يطرحونها في رسائلهم.